# 기여 입학 제도
기여 입학 제도(寄與入學制度)는 학교에 기여를 하면 입학시 혜택을 주는 제도이다.

## 나라별 상황

### 미국
미국에서는 기여입학제도가 활성화되어 있다. 하버드대, 프린스턴대 등 미국의 명문 사립대학들은 대학발전에 공로가 있거나 기부금을 많이 낸 사람의 자녀들에게 입학의 문을 열어놓고 있다. 미국에서는 기여입학 대상자는 1600점 기준의 SAT 점수에서 160점 정도 이점을 안게 된다고 한다. 미국의 명문 사립대를 중심으로, 부모가 대학의 동창인 경우 그 자녀들의 입학시 합격률이 보통 학생들의 합격률보다도 훨씬 더 높은 현상(Legacy Preference)을 보인다. 1920년대, 예일대는 아이비리그 중 최초로 동문자녀들의 입학을 우대하는 기여입학제도를 도입하였다. 아이비리그의 경우 기여 입학이 10~15%정도를 차지한다.

### 영국
옥스브리지를 비롯해 영국 대학들은 학업수행에 지장이 없는 학력을 갖고 있는 경우, 부친이나 조부가 그 학교 출신인 경우나, 기부금을 낸 경우 가산점을 인정하는 등 제한적인 기여 입학을 허용하고 있다.

### 대한민국
대한민국에서는 3불정책으로 기여입학을 국공립과 사립 대학들에게도 법적으로 금지한다. 하지만 사립대학의 경우 암암리에 진행되는 경우가 발생한다. 각 대학들의 특정 수시전형을 악용해서 간접적인 기여입학으로 부정 입학 또는 특혜 입학하는 사례들을 추정한다. 그러나 기여입학을 인정하는 외국의 경우처럼 기여수준과 입학 인원은 밝혀지지 않는다.

### 기타
유럽 국가의 대부분은 대학을 국공립화하여 평준화한 상태이다. 국가가 세금으로 운영하는 대학에 기여입학제도를 도입하지 못하므로 유럽 국가의 대부분은 기여입학 자체가 불가능하다. 일본, 중국 등에서는 기여입학이 원칙적으로 금지되었다. 하지만 실습비용이 많이 드는 일부 학과에 대해서는 예외를 인정하기도 한다.

## 논쟁

### 찬성하는 견해
- 부유층들의 기여금으로 인해, 높은 등록금으로 인한 저소득층 계층의 경제적부담을 경감시켜, 전반적인 교육 평등화에 기여할 수 있다.
- 학교의 교육의 질이 높아지고 시설 확충 등 대학교 교육의 발전에 기여할 수 있다.

### 반대하는 견해
- 학교의 서열화를 조장한다.
- 상대적 박탈감을 주고 위화감을 조성한다.
- 현실적으로 올바른 시행이 어렵다.
- 국방,치안과 같은 공공재인 교육이 상품으로 전락할 수 있다.
- 기여입학의 범위가 중등교육으로까지 범위가 확장될 위험성을 안고 있다

## 같이 보기
- 3불 정책